# Karnydia celebesica
Karnydia celebesica är en insektsart som beskrevs av Bolívar, C. 1930. Karnydia celebesica ingår i släktet Karnydia och familjen Chorotypidae. Inga underarter finns listade i Catalogue of Life.